# 馬武 (富察氏)
馬武（？—1726年），富察氏，滿洲鑲黃旗人，清朝官员，諡勤恪。。

## 生平
康熙年間，擔任侍衛，后兼管佐領，升任二等侍衛、一等侍衛。
康熙四十三年十月十六日，任鑲白旗漢軍副都統。
康熙四十八年正月二十二日，馬武因受到其哥哥馬齊推舉允禩為太子之故，被牽連後革職，後又復職。另外，馬齊得罪後，其親族四弟李榮保及其族人都受到牽連。
康熙五十年十月十五日，以原任乾清門一等侍衛副都統馬武為內務府總管。
康熙六十年十一月十一日，任鑲白旗蒙古都統。康熙六十一年十二月八日，任鑲黃旗領侍衛內大臣。
雍正四年十二月九日，雍正帝命皇四子弘曆（乾隆帝）、莊親王允祿，視馬武疾。雍正帝諭曰：「馬武抱病危篤，聞之深為悽惻，馬武事我皇考康熙帝五十餘年，朝夕侍奉不離左右、恪恭謹慎、事事能仰體聖心。每當盛暑嚴寒隨從勤勞，並無幾微倦怠之色。朕幼齡時，伊抱扶服事，備極小心其情事宛然如昨，伊為人雖未讀書，而侍從皇考康熙帝數十年如一日，其功甚大。朕追念皇考康熙帝，凡係昔年侍從之人皆加恩眷，况馬武乃年齒最高効力最久，聖眷最渥之人，是以朕聞其病勢沉重，悲傷垂涕不能自己，屢次降旨欲親身前往看視，諸大臣合辭勸阻，至再至三，不得遂朕之願，朕尚望其痊可。倘伊病果不起，著照伯爵，賜與卹典，賞銀一千兩」。並世襲阿達哈哈番。
雍正四年十二月十二日，雍正帝命皇四子弘曆、怡親王允祥、莊親王允祿、及左翼四旗部院大臣、一等侍衛，往奠故內大臣馬武茶酒。
雍正五年三月二十二日，雍正帝予故領侍衛內大臣馬武祭葬。謚：勤恪。

## 史籍記載
《欽定八旗通志。卷二》第三參領第十一佐領係第十佐領内滋生餘丁。康熙十一年馬思喀管佐領，時分編一佐領與馬齊管理，馬齊陞任山西布政使，以其弟李榮保管理，後亦因馬齊獲罪改令其族人陶柱管理，陶柱故，馬齊復職將此佐領奏准，以馬齊之弟馬武管理，馬武故以其子三等侍衛保祝管理。
《欽定八旗通志。卷一百四十》馬斯喀弟馬武亦由侍衛兼管佐領。康熙二十七年以一等侍衛同學士開音布奉命閲視中河。…四十三年十月擢鑲白旗漢軍副都統。四十八年正月因兄大學士馬齊與内大臣阿靈阿等議奏改立皇太子事獲罪馬武亦禠職。五十年起為内務府總管。六十年擢鑲白旗蒙古都統。明年，世宗憲皇帝御極，授領侍衛内大臣。雍正四年十月冊封怡親王以大學士馬齊為正使馬武副之特㫖俱加一級。十二月疾遣太醫診視諭曰：馬武事我皇考五十餘年不離左右恪恭謹慎當盛暑嚴寒無幾微倦怠之色其生平胸懐坦白情性和平朕追念皇考凡昔年侍從之人皆加恩眷况馬武年齒最髙効力最久聖眷最渥之人朕聞其病重屢降㫖往視諸大臣合詞勸止遣親王皇子前往代朕看視朕尚望其痊可倘至不起著照伯爵賜與䘏典賞銀一千兩並給與世職以示朕優眷老臣之至意尋卒賜祭葬如典禮諡勤恪。予三等輕車都尉世職以其子薩喇襲。

## 家族
- 祖父：哈什屯；（嫡）祖母：覺羅氏[6][7]
- （嫡）母穆溪覺羅氏、博爾濟吉特氏[6][7]。
- 父亲：米思翰；（嫡）母：穆溪觉罗氏、博尔济吉特氏[6][7]
- 兄弟：馬斯喀、馬齊、李榮保
- 儿子：薩喇、保祝